# Oliver Twist (pel·lícula de 1982)
Oliver Twist és una adaptació televisiva britànica-estatunidenca de 1982 del clàssic homònim de Charles Dickens de 1838, que s'estrena a la cadena de televisió CBS com a part del Hallmark Hall of Fame. Les estrelles inclouen George C. Scott, Tim Curry, Michael Hordern i Richard Charles com Oliver, en el seu primer paper important al cinema. Està doblada al català.

## Argument
Un nen orfe escapa dels horrors de l'orfenat per ser acollit per una banda de lladres i carteristes.

## Repartiment
- Richard Charles com Oliver Twist
- George C. Scott com Fagin
- Tim Curry com Bill Sikes
- Michael Hordern com Mr. Brownlow
- Timothy West com Mr. Bumble
- Eileen Atkins com Mrs. Mann
- Cherie Lunghi com Nancy
- Lysette Anthony com mare de l'Oliver
- Oliver Cotton com Monks
- Eleanor David com Rose Maylie
- Philip Locke com Mr. Sowerberry
- Ann Beach com Mrs. Sowerberry
- Philip Davis com Noah Claypole
- John Barrard com Dr. Losborne
- Brenda Cowling com Mrs. Bedwin
- Ann Tirard com Mrs. Corney
- John Savident com Mr. Fang
- Debbie Arnold com Charlotte
- Timothy Spall com 1r algutzir
- Robert Russell com 2n algutzir